# Хлбоке
Хлбоке (слч. Hlboké) насељено је мјесто са административним статусом сеоске општине (слч. obec) у округу Сењица, у Трнавском крају, Словачка Република.

## Становништво
| Година:    | 1994. | 2004.   | 2014.   | 2024.    |
| ---------- | ----- | ------- | ------- | -------- |
| Број људи: | 872   | 905     | 939     | 1066     |
| Разлика:   |       | +3,78 % | +3,75 % | +13,52 % |

| Година:    | 2023. | 2024.   |
| ---------- | ----- | ------- |
| Број људи: | 1030  | 1066    |
| Разлика:   |       | +3,49 % |

Према подацима о броју становника из 2024. године насеље је имало 1066 становника.